# سيدريك بينسون
سيدريك بينسون (بالإنجليزية: Cedric Benson)‏ (و. 1982 – 2019 م) هو لاعب كرة قاعدة، ولاعب كرة قدم أمريكية أمريكي، ولد في مدلاند، مركز لعبه هو راكض للخلف ‏، توفي في أوستن، تكساس، عن عمر يناهز 37 عاماً، بسبب حادث مرور.

## التعليم
تعلم في Legacy High School (Midland, Texas) ‏
.

## روابط خارجية
- سيدريك بينسون على موقعبيزبول رفرنس.كوم (الدوري الثانوي) (الإنجليزية)
- سيدريك بينسون على موقع مرجع كرة القدم المحترفة.كوم (الإنجليزية)
- سيدريك بينسون على موقع كلية كرة القدم في سبورتس رفرنس.كوم (الإنجليزية)